# Мурадымов, Рашид Камилевич
Рашид Камилевич Мурадымов (10 марта 1977) — российский футболист, выступавший на позиции защитника. Сыграл 2 матча в высшей лиге России.

## Биография
Воспитанник футбольной школы «КАМАЗа», тренировался под руководством Геннадия Кадыльского и Владимира Ряузова. Бронзовый призёр футбольного турнира летней Универсиады в Японии, где под флагом студенческой сборной России выступал «КАМАЗ».
На взрослом уровне начал выступать в 1996 году в составе челнинского «КАМАЗа». Дебютировал 14 августа 1996 года в игре Кубка России против ленинск-кузнецкой «Зари» (1:5), отыграв полный матч. 25 октября 1996 года сыграл первый матч в чемпионате России против московского «Торпедо» (2:1), вышел в стартовом составе и отыграл первые 88 минут. В первых сезонах играл преимущественно за дубль, также в 1997 году играл на правах аренды за «Нефтехимик». После вылета «КАМАЗа» из высшей лиги стал игроком основного состава.
В 2000 году перешёл в ижевский «Газовик-Газпром», в дальнейшем играл за магнитогорский «Металлург» и «Алнас» из Альметьевска. В конце карьеры играл на любительском уровне в Набережных Челнах.
После окончания спортивной карьеры работает индивидуальным предпринимателем в Набережных Челнах. Принимает участие в матчах ветеранов, в 2014 году признавался лучшим защитником ветеранского турнира памяти Камиля Исмагилова.